# Cochina envidia
Cochina envidia es una serie de televisión web colombiana producida por TeleColombia y creada por Carolina Cuervo para Prime Video. La serie se estrenó el 7 de octubre de 2022.
Está protagonizada por
Ana María Orozco, Cecilia Navia, Carolina Cuervo y Jeymmy Paola Vargas, junto a un extenso reparto coral.

## Sinopsis
Cochina envidia es la historia de cuatro amigas que se reúnen para celebrar que María, una de ellas, acaba de ganar un prestigioso premio de literatura. Pero, lo que comienza siendo una fiesta llena de risas y camaradería se acaba convirtiendo en una guerra en la que ninguna de ellas duda en soltar las verdades a la cara, reabriendo viejas heridas y poniendo en peligro la amistad que las unía.

## Reparto
- Ana María Orozco como María
- Jeymmy Paola Vargas como Flora
- Cecilia Navia como Tina
- Carolina Cuervo como Ana